# Bayerische Staatspartei
Die Bayerische Staatspartei (BSP) war eine rechtsgerichtete politische Partei, die nur in Bayern aktiv war. 

## Geschichte und Programmatik
Die BSP entstand am 25. September 1967 durch Abspaltung von der Bayernpartei (BP). Deren Vorsitzender Helmut Kalkbrenner trat nach internen Differenzen aus der Bayernpartei aus und gründete zusammen mit dem letzten Fraktionsvorsitzenden der BP im Landtag, Joseph Panholzer, die BSP. Die Partei sah sich in ihrem Programm als „politische Kampfgemeinschaft für Bayern“ mit dem Ziel der „Schaffung eines freiheitlichen Bayerischen Staates in einem bündisch geordneten Deutschland“. Folgten anfangs 30 % der BP-Mitglieder in die BSP, waren bis 1970 ein Großteil wieder in die BP zurückgekehrt.
Die BSP wandte sich zunehmend dem europäischen Föderalismus zu und forderte ein souveränes Bayern als Teil eines föderal aufgebauten Europas. Bereits bei der Landtagswahl 1970 trat sie als „Europäische Föderalistische Partei Bayerns (Bayerische Staatspartei – Europapartei)“ an. 1976/77 fusionierte die BSP sogar mit der EFP Deutschland und fungierte als deren Landesverband. 1978 wurde die BSP allerdings wieder eigenständig. Sie trat als Sektion Bayern eigenständig der 1974 als Europapartei gegründeten Europäischen Föderalistischen Partei bei. 
Im Sommer 1979 verhandelte die BSP mit der BP über eine Fusion, die letztendlich jedoch scheiterte. In den 1980ern entfernte sich die BSP von der EFPD. Mitte der 1980er gründete sich schließlich ein eigener Landesverband Bayern der EFPD. 1986 trat die BSP letztmals zur Landtagswahl an, 1993 wurde sie aus dem Parteienregister des Bundeswahlleiters gelöscht.

## Vorsitzende
| 25. September bis 3. Dezember 1967    | Joseph Panholzer   |
| 3. Dezember 1967 bis 19. Oktober 1969 | Helmut Kalkbrenner |
| ab 1975                               | Arthur Kreuzer     |

## Wahlergebnisse bei den Bayerischen Landtagswahlen
| 1970   | 1974   | 1978   | 1982 | 1986   |
| ------ | ------ | ------ | ---- | ------ |
| 0,16 % | 0,17 % | 0,09 % | –    | 0,01 % |